# Trashland
Trashland é o segundo álbum da banda de rock "As Mercenárias" lançado em 1988.
A capa do álbum foi feita por Michel Spitale

## Faixas
Lado A
| N.º | Título | Duração |  |
| 1.  | "Lembranças" (Percussão – Silvano Michelino)                                                                         | 02:57   |  |
| 2.  | "Há Dez Anos Passados" (Guitarra – Edgard Scandurra; Other (Tamancos) – Edgard Scandurra; Percussão – Thomas Pappon) | 01:58   |  |
| 3.  | "Somos Milhões" (Guitarra - Edgard Schandurra)                                                                       | 02:15   |  |
| 4.  | "Tempo sem História" (Trombone - Bocato)                                                                             |         |  |
| 5.  | "Ação na Cidade" | 01:32   |  |
| 6.  | "Matinê (instrumental)"                                                                                              | 02:20   |  |

Lado B
| N.º | Título                                                     | Duração |  |
| 7.  | "Mesmas Leis" (Percussão – Silvano Michelino)              | 02:30   |  |
| 8.  | "Cadê As Armas?" (Percussão – Silvano Michelino)           |         |  |
| 9.  | "Provérbios do Inferno" (Percussão – Silvano Michelino)    | 02:26   |  |
| 10. | "Kyrie" (Percussão – Silvano Michelino; Trombone – Bocato) | 02:20   |  |
| 11. | "Angelus" (Percussão – Silvano Michelino)                  | 02:40   |  |
| 12. | "Trashland" (Piano – Thomas Pappon)                        |         |  |

Fontes: Ouvir Música, Toque Musical e Discogs